# إسماعيل بن موسى الكاظم
إسماعيل بن موسى الكاظم  من أشهر أبناء الإمام موسى الكاظم سكن بمصر وعاش في في القرن الثاني هجري بحكم صلاته على جنازة صفوان عام 210 هجري بعد أن أمره الإمام الجواد  ولّاه أبو السرايا على فارس.

## سيرته

### نسبه
- إسماعيل بن موسى بن جعفر بن محمد بن علي بن الحسين بن علي بن أبي طالب رضوان الله عليهم.وكانت أمه جارية

### حياته
كان من أجلاّء العلماء والرواة، كثير التصانيف. روي أنّ الاِمام موسى بن جعفر - عليه السلام - جعله متولّياً على الوقف. وذكر الكشي في ترجمة صفوان بن يحيى أن أبا جعفر الثاني عليه السلام أمره بالصلاة على جنازة صفوان سنة 210، وتأتي الرواية، في ترجمة صفوان، لكن في سندها جعفر بن محمد بن إسماعيل وهو لم يوثق. وتقدم كلام المفيد، في أولاد موسى بن جعفر عليهما السلام، وأن لكل منهم فضلا ومنقبة مشهورة، ورواية التهذيب في أن موسى بن جعفر عليه السلام، جعله متوليا على الوقوف، في ترجمة إبراهيم بن موسى، وذكرنا أنه لا دلالة فيها على الوثاقة ولا على الحسن 

### أبناءه
- موسى المحدث واحمد ومحمد وجعفر

## مؤلفاته
قال النجاشي: " إسماعيل بن موسى بن جعفر بن محمد بن علي بن الحسين عليهم السلام ''، سكن مصر، وولده بها: وله كتب، يرويها عن أبيه عن آبائه، منها:
- كتاب الصلاة
- كتاب الزكاة
- كتاب الصوم
- كتاب الحج
- كتاب الجنائز
- كتاب الطلاق
- كتاب النكاح
- كتاب الحدود
- كتاب الدعاء
- كتاب السنن والآداب
- كتاب الرؤيا

### روايته
كما روى عن أبيه موسى بن جعفر عليهما السلام، وروى عنه أبو الحسن ابنه موسى. كامل الزيارات: باب في ثواب زيارة رسول الله صلى الله عليه وآله 2،الحديث 17، والتهذيب: الجزء 6، باب فضل زيارته صلى الله عليه وآله،

## من أقوال العلماء فيه
- | جزء من سلسلة مقالات عن             |
| الشيعة الاثنا عشرية                |
|                                    |
| مفاهيم أساسيةأصول الدين فروع الدين |
| نصوص                               |
| شخصياتالمعصومون المرجعية           |
| مواقع مدن مقدسة مزارات مقدسة مساجد |
| مواضيع ذات صلة                     |
| بوابة شيعة                         |
| ع ن ت                              |

```
قال 
الشيخ المفيد
 (قدس سره):
```

| إسماعيل بن موسى الكاظم | وَلِكُلِّ وَاحِدٍ مِنْ وُلْدِ أَبِي الْحَسَنِ مُوسَى بْنِ جَعْفَرٍ فَضْلٌ وَمَنْقَبَةٌ مَشْهُورَة | إسماعيل بن موسى الكاظم |

- قال الشيخ النجاشي (قدس سره): | إسماعيل بن موسى الكاظم | سكن مصر، وولده بها، وله كتب يرويها عن أبيه عن آبائه، منها: كتاب الطهارة، كتاب الصلاة، كتاب الزكاة | إسماعيل بن موسى الكاظم |
- السيّد الخونساري(قدس سره): | إسماعيل بن موسى الكاظم | كان من الأجلّاء الصالحين، والفضلاء الطاهرين | إسماعيل بن موسى الكاظم |
- الشيخ عبد الله المامقاني(قدس سره):.| إسماعيل بن موسى الكاظم | وبالجملة؛ فلا ينبغي الشبهة في كون الرجل صحيح العقيدة، فإن لم نعدّ رواياته في الصحاح فلا أقلّ من كونها من أعلى الحسان | إسماعيل بن موسى الكاظم |
- السيّد محسن الأمين(قدس سره): | إسماعيل بن موسى الكاظم | كان من أجلّاء العلماء والرواة | إسماعيل بن موسى الكاظم |
- الشيخ محيي الدين المامقاني(قدس سره):.| إسماعيل بن موسى الكاظم | إنّ المترجم في قمّة الجلالة والنزاهة، وعدّه ثقة جليل القدر ليس ببعيد، وعدّه حسناً أقلّ ما يمكن تعريفه به، فهو حسن، والحديث من جهته حسن كالصحيح | إسماعيل بن موسى الكاظم |

## ذُكر في وصية الإمام الكاظم
كان أحد الذين أشركهم الإمام الكاظم في وصيّته ظاهراً تقية من هارون الرشيد، حيث جاء فيها:
| إسماعيل بن موسى الكاظم | وَإِنِّي قَدْ أَوْصَيْتُ إِلَى عَلِيٍّ ـ أي الرضا ـ وَبَنِيَّ بَعْدُ مَعَهُ إِنْ شَاءَ وَآنَسَ مِنْهُمْ رُشْداً، وَأَحَبَّ أَنْ يُقِرَّهُمْ فَذَاكَ لَهُ، وَإِنْ كَرِهَهُمْ وَأَحَبَّ أَنْ يُخْرِجَهُمْ فَذَاكَ لَهُ، وَلَا أَمْرَ لهُمْ مَعَهُ، وَأَوْصَيْتُ إِلَيْهِ بِصَدَقَاتِي وَأَمْوَالِي وَمَوَالِيَّ، وَصِبْيَانِيَ الَّذِينَ خَلَّفْتُ، وَوُلْدِي إِلَى إِبْرَاهِيمَ وَالْعَبَّاسِ وَقَاسِمٍ وَإِسْمَاعِيلَ وَأَحْمَدَ وَأُمِّ أَحْمَد | إسماعيل بن موسى الكاظم |

## وصلة خارجية
- إسماعيل ابن الإمام الكاظم